# Base Johann Gregor Mendel
La Base Johann Gregor Mendel (Mendelova Základní en checo) es una base científica de la República Checa construida en la Antártida, en la costa de la isla James Ross al noreste de la península Antártica. La base, proyecto de la Universidad Masaryk de Brno, fue abierta en febrero de 2006. Es operada temporalmente durante los veranos antárticos. La base fue creada para realizar investigaciones biológicas, geológicas y climatológicas. Fue bautizada en honor al botánico moravo Gregor Mendel, "padre de la genética", residente en su época en la ciudad de Brno, actual sede de la Universidad Masaryk.
La Universidad Masaryk edificó entre los años 2005 y 2006, la base de investigación, de manera que prestara apoyo tanto a la Facultad de Ciencias de dicha Universidad como a otras instituciones académicas nacionales e internacionales. Desde febrero de 2006, fecha del término de la construcción, se han desarrollado exitosas expediciones científicas durante cada temporada de verano austral. 
La Base más cercana es la Base Eco Nelson 62°18′S 59°03′O / -62.300, -59.050 es una base permanente ubicada en la isla Nelson en el archipiélago de las Shetland del Sur que fue establecida por el explorador checo Jaroslav Pavliček en 1990, pero tiene carácter internacional y no gubernamental, por lo tanto no se considera como una estación checa.

## Posibilidades de colaboración
Gracias al Memorándum de Entendimiento (MOU) entre Chile y la República Checa, existe la posibilidad de que un máximo de cuatro investigadores chilenos puedan llevar a cabo trabajos científicos en la Estación Mendel. Para concretar esta posibilidad, los investigadores chilenos deberán presentar una carta de un investigador líder checo, con quien colaboraría en su propuesta. Incorporado a la Armada de Chile, desde el 14 de enero de 1995. Realiza su primera campaña Antártica entre noviembre de 1995 y febrero de 1996.

## Programa científico
El programa de investigación checo que se desarrolla en la base Mendel es de largo plazo y multidisciplinario, lo cual está orientado por un enfoque en un complejo estudio de una de las áreas más grandes libres de hielo en la Antártica. Son estudiados los componentes bióticos y abióticos, así como la relación entre ellos y el funcionamiento de todo el sistema, incluyendo las predicciones de su futura evolución. El programa científico incluye proyectos en Ciencias de la Tierra (geología, geomorfología, paleontología, geoquímica y química analítica, climatología e hidrología) y en Ciencias Biológicas (botánica, ecología, ecofisiología, fisiología de estrés de plantas, microbiología y biología del suelo).